# Brauerei Falken (Baden)
Brauerei Falken war eine im Jahr 1850 gegründete Brauerei aus Baden im Kanton Aargau.

## Geschichte
Die Firma wurde als Brauerei Karl Gustav Falk 1850 gegründet und lag geografisch am Südhang der Ruine Stein in Baden (Schweiz). Im Jahr 1872 ging die Brauerei an Blasius Welti über und blieb ununterbrochen in Familienbesitz. Im gleichen Jahr erfolgte die Umbenennung in Brauerei zum Falken, 1905 entstand der Name Falkenbräu. Um 1950 wurde die Einzelfirma in die Brauerei Falken AG umgewandelt. Das Aktienkapital der Kleinbrauerei betrug CHF 1'000'000. Neben den in der Schweiz üblichen Biersorten (Lager, Spezial, Starkbier) wurden auch natürliche Mineralwasser, Süssgetränke sowie Obst- und Fruchtsäfte hergestellt. Die Brauerei wurde im Jahr 1979 durch die Brauerei Haldengut aus Winterthur übernommen und geschlossen.